# Premio de Economía Conmemorativo de Alfred Nobel
El Premio de Ciencias Económicas del Banco de Suecia en Memoria de Alfred Nobel (en sueco: Sveriges riksbanks pris i ekonomisk vetenskap till Alfred Nobels minne), más conocido como Premio de Economía Conmemorativo de Alfred Nobel o —de forma errónea— Premio Nobel de Economía, es un premio destinado a contribuciones destacadas en esa área.
El premio fue establecido en 1968 por una donación del Banco de Suecia (Sveriges Riksbank), el más antiguo de los bancos centrales, a la Fundación Nobel para conmemorar el 300 aniversario del banco. Es administrado y mencionado junto con los Premios Nobel entregados por la Fundación Nobel, pero no es uno de los premios que Alfred Nobel estableció en su testamento en 1895 y técnicamente no es un Premio Nobel. Los galardonados se anuncian y reciben el premio en las mismas ceremonias en la que lo hacen quienes reciben el Premio Nobel. El premio es gestionado por la Real Academia de las Ciencias de Suecia. Al igual que los premios Nobel, no puede repartirse entre más de tres personas en cada ocasión y el monto es el mismo, pero no es financiado por la Fundación Nobel, sino por el Banco de Suecia.

## Laureados
El primer premio fue otorgado en 1969 a Ragnar Frisch y Jan Tinbergen «por haber desarrollado y aplicado modelos dinámicos al análisis de los procesos económicos». Hasta 2009, todos los laureados habían sido hombres. En 2009, Elinor Ostrom fue la primera mujer en obtenerlo.

## Laureados Póstumos Potenciales
Este listado presenta figuras cuyas contribuciones a las Ciencias Económicas, reconocidas póstumamente, sugieren que habrían sido laureadas con el Premio en Memoria de Alfred Nobel de haber vivido. Se aclara que el Premio Nobel no se otorga póstumamente; esta lista es meramente informativa.
- Nombre (Año de fallecimiento, Año de reconocimiento de coinvestigación, Campo de investigación, co-laureados)
- Fischer Black (Falleció en 1995, Nobel 1997, “for a new method to determine the value of derivatives” con Robert C. Merton y Myron S. Scholes).[16]
- Amos Tversky (Falleció en 1996, Nobel 2002, "for having integrated insights from psychological research into economic science, especially concerning human judgment and decision-making under uncertainty" con Daniel Kahneman y Vernon L. Smith).[17]
- Jean-Jacques Laffont (Falleció en 2004, Nobel 2014, "for his analysis of market power and regulation" con Jean Tirole)[18]

## Un premio controvertido
- Suele ser cuestionada su pertinencia y los críticos discuten que el prestigio del premio de Economía se deriva solamente de una asociación con los Premios Nobel originales.
- Alfred Nobel nunca mencionó intención de premiar a esta disciplina, como ha sido resaltado sobre todo desde 2001 por Peter Nobel, (expresidente de la Cruz Roja en Suecia, abogado de los derechos humanos y bisnieto de Alfred Nobel).[19]

- Friedrich Hayek, representante de la escuela austriaca del liberalismo y ganador en 1974, cuando se le pidió su opinión sobre el premio, dijo que estaba «fuertemente en contra» de su creación y que ningún hombre debería ser señalado como si fuese una referencia en un tema tan complejo como la economía.[20] El sueco Gunnar Myrdal, también ganador, argumentó que el premio debería ser abolido porque había sido dado a «reaccionarios», como el propio Hayek.[21]
  - Ambos recibieron el premio de forma conjunta en 1974, "por su trabajo pionero en la teoría del dinero y las fluctuaciones económicas y por su análisis penetrante de la interdependencia de los fenómenos económicos, sociales e institucionales".[22]
- La selección de los ganadores también es criticada por favorecer habitualmente a los economistas más «ortodoxos» evitando las corrientes «heterodoxas» y a los estadounidenses sobre otras nacionalidades. Estas críticas consideran que el historial de concesiones está sesgado hacia la economía neoclásica, especialmente la Escuela de Chicago (10 premios), y que de los premiados, 65 % son estadounidenses y 15 % británicos. Además, la mayoría de los ganadores del Premio han sido hombres, y solo en 2009 una mujer, Elinor Ostrom, consiguió el premio por primera vez.[23] Sin embargo, en comparación, el Premio Nobel de Fisiología y Medicina, donde la dominación de EE. UU. es aún más pronunciada, no sufre estas críticas.[24]
- Descenso de aportes primordiales en comparación a los laureados iniciales (en los 70 y 80), según un economista anónimo a principios de 1980, «todos los árboles grandes han caído, no quedan más que pequeños arbustos».[25]
- Otro tipo de críticas procede de sectores de las ciencias físicas o exactas, desde las que se discute el carácter científico del discurso económico.
- El Premio de Economía del Banco de Suecia ha sido criticado por ser intencionalmente asimilado a los Premios Nobel, como parte de una disputa política e ideológica del Banco Central sueco con el Partido Socialdemócrata, en la que la entidad bancaria presionaba para que sus estatutos fueran reformados con el fin de ganar autonomía frente a las instituciones democráticas.
- Se ha criticado la decisión del Banco de Suecia de excluir a las demás ciencias sociales, como la sociología, la antropología, el derecho, o la ciencia política, sosteniendo que de ese modo se busca asimilar a la economía con las ciencias exactas, con el fin de atribuirle un halo de infalibilidad.
- Se ha criticado también el sesgo ideológico con que se decide quiénes son las personas premiadas, predominando ampliamente los economistas pertenecientes a las escuelas denominadas genéricamente como «neoliberales».[26][27][28][29][5][30]